# Jack Victory
Jack Victory, pseudonimo di Kenneth Rinehurst (Atlantic City, 3 luglio 1964), è stato un wrestler e manager di wrestling statunitense.
Meglio conosciuto per le sue apparizioni nella Universal Wrestling Federation e nella World Class Wrestling Association a metà degli anni ottanta, nella World Championship Wrestling tra il 1988 e il 1991, e nella Extreme Championship Wrestling tra il 1998 e il 2001.

## Carriera

### Universal Wrestling Federation (1984–1985)
Rinehurst debuttò nel 1984 nella Universal Wrestling Federation di Bill Watts utilizzando il ring name Jack Victory. Lottò nel suo primo match il 10 ottobre 1984, quando in coppia con Jake Roberts, fu sconfitto dai Rock 'n' Roll Express a Shreveport. In seguito, arrivarono solo sconfitte, per mano di Tim Horner, Butch Reed, Terry Taylor, Brad Armstrong, Terry Daniels ed altri.
Il 22 febbraio 1985 arrivò finalmente la prima vittoria quando sconfisse Shawn Michaels a Houston, Texas. Il 14 maggio dello stesso anno, sfidò senza successo The Snowman per il titolo Mid-South Television, poi lasciò la compagnia.

### World Class Championship Wrestling (1985–1986)
Sei giorni dopo la sconfitta con The Snowman, Victory si trasferì in Texas nella World Class Championship Wrestling. Un mese dopo il debutto conquistò la sua prima vittoria il 24 giugno, quando sconfisse Mike Reed. Nell'estate del 1985, Victory iniziò a progredire, vincendo match contro Mike Bond, Johnny Mantell e Ranji, pur continuando a perdere contro veterani più affermati. Vinse il suo primo titolo il 9 dicembre 1985, quando sconfisse David Peterson conquistando il WCCW Television Championship. Perse poi la cintura in favore di Mark Youngblood meno di un mese dopo. Il 3 marzo 1986 lottò il suo ultimo match nella compagnia, quando in coppia con "Mr. Electricity" Steve Regal affrontò The Fantastics.

### World Class Wrestling Association (1987)
Jack Victory passò alla World Class Wrestling Association (World Class Championship Wrestling) nel febbraio 1987, perdendo contro Matt Borne il 23 febbraio in un house show a Fort Worth, Texas. Victory ebbe meno successo nella sua corsa iniziale in questa nuova promozione, perdendo con The Fantastics, Red River Jack (Bruiser Brody), Jeep Swenson, The Dingo Warrior (futuro Ultimate Warrior), ed altri. Il suo ultimo match si svolse l'11 maggio 1987, quando affrontò Cousin Junior.

### World Class Wrestling Association (1987-1988)
Victory tornò nella WCWA insieme a John Tatum il 25 dicembre 1987, affrontando i Fantastics all'evento WCWA Christmas Star Wars 1987. Tre giorni dopo Victory & Tatum sconfissero Solomon Grundy & Skip Young per squalifica conquistando il World Class Texas Tag-Team Championship.
Il 30 marzo 1988 il duo perse le cinture tag-team contro Shaun Simpson & Steve Simpson a Fort Worth in Texas, ma le riconquistò l'8 aprile. I Simpson Brothers avrebbero riconquistato i titoli ancora una volta nella primavera del 1988, ma poi persero le cinture per conteggio fuori dal ring contro Victory e Tatum all'evento 5th Von Erich Memorial Parade of Champions dell'8 maggio. La rivalità tra i quattro proseguì nel corso dell'estate, e l'ultimo match di Victory nella compagnia fu il 5 settembre 1988, quando affrontò Steve Cox a Fort Worth.

### Jim Crockett Promotions (1988–1991)

#### Russian Assassins (1988–1989)
Jack Victory debuttò nella National Wrestling Alliance il 23 settembre 1988 nel corso di un house show. Lottando come il wrestler mascherato dal nome "The Russian Assassin #2", affrontò Brad Armstrong. Dopo aver lottato in vari spettacoli casalinghi in competizioni singole, si alleò con Dave Sheldon ("The Russian Assassin #1") formando il tag team denominato The Russian Assassins. Il nuovo duo esordì il 7 ottobre a NWA Pro, sconfiggendo Ivan Koloff & Nikita Koloff per squalifica. Guidati dal manager Paul Jones, gli Assassins si scontrarono con i Koloff in vari house show. La prima sconfitta della coppia arrivò il 21 ottobre a Detroit, quando furono battuti proprio da Ivan & Nikita.
Il 12 novembre 1988 a NWA Worldwide, presero parte al torneo indetto per l'assegnazione del vacante NWA United States Tag Team Championship ma furono eliminati insieme ai Koloff per doppio conteggio fuori dal ring. Il feud proseguì fino alla fine di novembre e a quel punto Nikita decise di prendersi un anno sabbatico dal ring. Allo show Clash of Champions IV del 7 dicembre Ivan Koloff affrontò Paul Jones in un match singolo. Dopo che Ivan schienò il manager, entrambi i Russian Assassins irruppero sul ring assalendo Koloff. Junkyard Dog corse in suo aiuto, dando il via a una faida vera e propria. Al PPV Starrcade 88 gli Assassins sconfissero Koloff & Junkyard Dog.
L'8 gennaio a Greensboro furono sconfitti dai Midnight Express. Tre giorni dopo persero contro Steve Doll & Scott Peterson a Seattle, e anche il giorno successivo a Portland. Victory e Sheldon sconfissero The Junkyard Dog & Ivan Koloff il 13 gennaio a Las Vegas. Il 28 gennaio 1989 a Worldwide The Junkyard Dog & Michael Hayes li sconfissero per squalifica. Victory si sarebbe ritrovato a lottare due volte a Clash of Champions V il 15 febbraio 1989 quando i Russian Assassins aprirono lo spettacolo in un match contro The Midnight Express. Più tardi Victory lottò in un match singolo. Come "The Blackmailer" affrontò Lex Luger e fu sconfitto.
L'evento segnò la fine del tag team dei Russian Assassins, sebbene Victory avrebbe continuato ad indossare la maschera degli Assassins nelle competizioni singole. Victory fu ribattezzato "Secret Service" Jack Victory, uno pseudo agente incaricato di proteggere il nuovo manager Paul E Dangerously. Il 20 febbraio 1989, al PPV Chi-Town Rumble lottò di nuovo due volte. Prima indossò la maschera e gareggiò come "Russian Assassin #1", perdendo contro Michael Hayes. Nel suo secondo incontro, sostituì Dennis Condrey per fare squadra con Randy Rose e Paul E Dangerously contro The Midnight Express e Jim Cornette.
Nel marzo 1989 continuò a esibirsi con due personaggi: Russian Assassin #2 e "Secret Service" Jack Victory. In una registrazione televisiva del 12 marzo perse contro Vince Young.
In aprile Secret Service affrontò Lex Luger all'evento Clash of Champions VI del 2 aprile 1989, in un match che fu spostato dalla messa in onda in diretta a causa della serata che si era protratta per troppo tempo (il match sarebbe stato infine trasmesso nella puntata successiva di World Championship Wrestling). Nell'edizione del 15 aprile di NWA Worldwide ebbe un match non valido per il titolo contro l'NWA World Heavyweight Champion Ricky Steamboat, ma venne sconfitto. Lo stesso giorno di World Championship Wrestling, Victory sconfisse Randy Rose.

### Global Wrestling Federation (1991)
Nel 1991 Victory e Morgan si trasferirono nella Global Wrestling Federation di Dallas, Texas, questa volta come "The Maulers." Il duo lottò nel torneo per l'assegnazione del GWF Tag Team Championship. Nel primo round sconfissero "Wet'n'Wild" (Steve Ray & Sunny Beach), poi al secondo turno Chaz & Terry Garvin. In semifinale furono però eliminati da Chris Walker & Steve Simpson.

### World Wrestling Federation (1992)
Come The Maulers, Victory & Morgan lottarono in un dark match a WWF Superstars, in una puntata registrata a Mobile (Alabama) il 9 marzo 1992, sconfiggendo Jim Cooper & John Allen.

### Consejo Mundial De Lucha Libre (1992)
Nella seconda metà del 1992 lottò come "Titán" nella Consejo Mundial de Lucha Libre. Il suo primo match si svolse l'8 gennaio 1992, quando in coppia con Kahoz & MS-1, sconfisse Lazor Trony, Mano Negra & Oro a Città del Messico. Lottando come "Big Bang", si alleò con El Gran Markus Jr. & El Supremo I per sconfiggere Aaron Grundy, El Dandy & Mascara Magica, il 31 luglio 1992. Il 29 dicembre 1992 lottò il suo ultimo match nella compagnia, quando insieme a El Gran Markus Jr. & Sultan Gargola affrontò Blue Demon Jr., Kato Kung Lee & Lazer Tron.

## Personaggio
Mosse finali
- Piledriver
- Victory-Plex (Bridging cradle suplex)

Manager
- Vince Apollo
- Paul E. Dangerously
- Missy Hyatt
- "Hot Stuff" Eddie Gilbert
- Gary Hart
- Paul Jones
- Lord Littlebrook
- Hiro Matsuda
- Lady Maxine
- Percy Pringle
- Lance Wright

Wrestler diretti
- Scotty Anton
- Steve Corino
- Butch Miller
- Rhino
- Yoshihiro Tajiri
- Luke Williams

Soprannome
- "Secret Service"

## Titoli e riconoscimenti
- Premier Wrestling Federation
  - PWF Tag Team Championship (1) – con Guillotine LeGrande
  - PWF Xtreme Championship (1)
- Universal Wrestling Federation
  - UWF Tag Team Championship (1) – con John Tatum
- Western Ohio Wrestling
  - WOW Tag Team Championship (1) - con Rip Morgan
- Wild West Wrestling
  - WWW Tag Team Championship (2) – con John Tatum
- World Class Championship Wrestling/World Class Wrestling Association
  - WCCW Television Championship (1)
  - WCWA Texas Tag Team Championship (3) – con John Tatum
  - Wild West tag team titles (1)
- Wrestling Observer Newsletter
  - Rookie of the Year (1985)